# Tourzel-Ronzières
Tourzel-Ronzières ist eine französische Gemeinde mit 202 Einwohnern (Stand 1. Januar 2022) im Département Puy-de-Dôme in der Region Auvergne-Rhône-Alpes. Sie gehört zum Arrondissement Issoire und zum Kanton Le Sancy. Die Gemeinde besteht aus den Ortschaften Tourzel, Ronzières, Félines und Le Perou.

## Bevölkerungsentwicklung
| Jahr                       | 1962 | 1968 | 1975 | 1982 | 1990 | 1999 | 2008 |
| Einwohner                  | 168  | 213  | 181  | 184  | 164  | 183  | 244  |
| Quellen: Cassini und INSEE |      |      |      |      |      |      |      |

## Sehenswürdigkeiten
- Oberhalb der Straße "Rue des Pèlerins" im Ort Ronzières befindet sich auf einer Anhöhe der Rest von einem Oppidum
- Auf dem gleichen Berg steht ebenfalls eine Wehrkirche mit einem Kriegerdenkmal